# Cabinn Hotels
Cabinn Hotels er en dansk value for money hotelkæde med 12 hoteller i seks af de største byer i Danmark: Seks i København, et i Aarhus, et i Odense, et i Aalborg, 2 i Esbjerg og et i Vejle. Cabinn Hotels blev etableret i 1990 af Niels Fennet, der også er ejer af virksomheden og Fredensborg Store Kro.
- City
- Metro
- Århus
- Vejle